# Eberhard Prüter
Eberhard Prüter (* 21. Januar 1945 in Mägdesprung; † 28. Oktober 2014 in Berlin) war ein deutscher Schauspieler, Synchronsprecher und Hörspielsprecher.

## Leben
Eberhard Prüter wirkte in den frühen 1970er Jahren bis 1980 als Synchronsprecher und Schauspieler beim DDR-Fernsehen. Dann siedelte er nach West-Berlin über, wo er seine Arbeit fortsetzte. Er war zum Beispiel in dem Dieter-Hallervorden-Film Didi – Der Experte als Polizist Grunsky oder in der Didi-Show zu sehen, wurde aber vor allem durch seine zahlreichen Synchronarbeiten bekannt. Er sprach den Pinguinbutler James in der Zeichentrickserie Tabaluga, den Großvater in Annabelle und die fliegenden Rentiere sowie den Grafen von Falkenstein in der Bibi-und-Tina-Hörspielserie, wurde aber auch bekannt durch seine deutsche Synchronisation von Thaddäus Tentakel in SpongeBob Schwammkopf. Daneben lieh er unter anderen Ian McKellen, Vincent Schiavelli, Rowan Atkinson, Tom Braidwood, Miguel Ferrer, Walter Koenig, David McCallum und William Shatner seine Stimme.
Bei den ersten Berliner Jedermann-Festspielen 1987 übernahm er den Tod und spielte diese Rolle auch in den folgenden beiden Jahren.
Eberhard Prüter starb am 28. Oktober 2014 im Alter von 69 Jahren.

## Filmografie
- 1974: Polizeiruf 110: Die verschwundenen Lords
- 1974: Polizeiruf 110: Kein Paradies für Elstern
- 1977: Ein Katzensprung
- 1981: Tatort: Katz und Mäuse
- 1985: Einmal Ku’damm und zurück
- 1988: Die Senkrechtstarter
- 1988: Didi – Der Experte
- 1989: Die Didi-Show, in diversen Rollen
- 1989: Eine unheimliche Karriere
- 1992: Gute Zeiten, schlechte Zeiten
- 1993: Motzki (Fernsehserie, 1 Folge)
- 2002–2003: Hallervordens Spott-Light

## Synchronarbeiten (Auswahl)
Corey Burton
- 1999–2000: Neue Micky Maus Geschichten als Primus von Quack
- 2001–2003: Mickys Clubhaus als Primus von Quack
- 2001: Mickys großes Weihnachtsfest – Eingeschneit im Haus der Maus als Primus von Quack
- 2003–2005: Star Wars: Clone Wars als San Hill
- 2006–2014: Micky Maus Wunderhaus als Primus von Quack (1. Stimme)

Richard Schiff
- 1997: Vergessene Welt: Jurassic Park als Eddie Carr
- 1998: Wachgeküßt als Phil Francato
- 2000: Hoffnungslos verliebt als Lehrer

Michael Berryman
- 1984: Rock Aliens als Chainsaw
- 1987: Die Barbaren als Dirtmaster

Dean Stockwell
- 1995: Das tödliche Dreieck als Aaron Bliss
- 1997: McHale’s Navy als Capt. Wallace B. Binghampton

Edward Hibbert
- 1998: Der König der Löwen 2 – Simbas Königreich als Zazu
- 2004: Der König der Löwen 3 – Hakuna Matata als Zazu

Rodger Bumpass
- 1999–2013: SpongeBob Schwammkopf als Thaddäus Tentakel (1. Stimme)
- 2004: Der SpongeBob Schwammkopf Film als Thaddäus Tentakel

Tom Kenny
- 2010: Kung Fu Magoo als Dr. Malicio
- 2014: LEGO Batman und die Liga der Gerechten als Alfred Pennyworth

### Filme
- 1971: Für Michael Caine in Entführt als Alan Breck
- 1984: Für Tommy Hollis in Ghostbusters – Die Geisterjäger als Sekretär des Bürgermeisters
- 1984: Für Richard Foronjy in Es war einmal in Amerika als Officer „Fartface“ Whitey
- 1986: Für Giuseppe Pedersoli in Aladin als Mafia-Opfer, das vom Geist gerettet wird
- 1992: Für Miguel Ferrer in Blutige Ernte – The Harvest als Charlie Pope
- 1993: Für Larry Miller in Undercover Blues – Ein absolut cooles Trio als Det. Sgt. Halsey
- 1994: Für Rowan Atkinson in Der König der Löwen als Zazu
- 1994: Für Steve Vinovich in Die Schwanenprinzessin als Puffin
- 1994: Für Dann Florek in Flintstones – Die Familie Feuerstein als Mr. Schiefer
- 1997: Für Vincent Schiavelli in James Bond 007 – Der Morgen stirbt nie als Dr. Kaufman
- 1997: Für Ken Camroux in Alibi – Dein Mörder spielt mit als Charles Persky
- 1998: Für Saul Rubinek in John Woo’s Blackjack als Thomas
- 1998: Für Robin Davies in Shakespeare in Love als Master Plum
- 2000: Für Tracey Walter in Erin Brockovich als Charles Embry
- 2003: Für Owen Finnegan in Fluch der Karibik als Stadtschreier
- 2004: Für Tim Blake Nelson in Meine Frau, ihre Schwiegereltern und ich als Officer LeFlore
- 2005: Für Willie Hugh Nelson in Ein Duke kommt selten allein als Onkel Jesse Duke
- 2008: Für Jerry V. Lindsay in Love Vegas als Priester
- 2008: Für Eisuke Yoda in Detektiv Conan – Die Partitur des Grauens als Takumi Fuwa
- 2009: Für Tom Virtue in Die nackte Wahrheit als Ballonpilot
- 2011: Für James Hong in Trinity Goodheart als Mr. Kwon
- 2011: Für Danny DeVito in Hangover in L.A. als Aldo
- 2013: Für Charley Broderick in American Hustle als Abgeordneter John O'Connell

### Serien
- 1989–1996: Für Mayumi Tanaka in Dragonball Z als Yajirobi
- 1990: Für Richard Libertini in DuckTales – Neues aus Entenhausen als Dijon
- 1995–1999: Für Michael Gough in Abenteuer mit Timon und Pumbaa als Zazu
- 1997–2004: in Tabaluga als James
- 1998–1999: Für Ned Dennehy in Mystic Knights – Die Legende von Tir Na Nog als Mider
- 1999–2000: Für Brian Drummond in Transformers: Beast Machines als Jetstorm
- 1999–2001: Für David Holt in Unten am Fluss als Hauptmann Vervain
- 2001: Für Tom Braidwood in Die einsamen Schützen als Melvin Frohike
- 2001–2010: Für Dee Bradley Baker in SpongeBob Schwammkopf als Siegbert Schnösel
- 2003–2014: Für David McCallum in Navy CIS als Dr. Donald Mallard (1. Stimme)
- 2005/2008: Für Muse Watson in Prison Break als Charles Westmoreland
- 2005–2009: Für Antonio Fargas in Alle hassen Chris als Doc
- 2011–2014: Für Paul Doubson in Ninjago als Sensei Wu (1. Stimme)
- 2014: Für Kevin Tighe in Salem als Giles Corey

### Spiele
- 2000: als Daniel Düsentrieb in Donald Duck: Quack Attack
- 2011: als Corypheus in Dragon Age 2 im DLC Das Vermächtnis

## Hörspiele (Auswahl)
- 1974: Kurt Belicke: Unter den Linden (Volkspolizist) – Regie: ? (Hörspiel – Rundfunk der DDR)
- 1980: Lia Pirskawetz: Stille Post – Regie: Horst Liepach (Biografie – Rundfunk der DDR)
- 1991–2015: Folge 3–80 Bibi und Tina (als Graf von Falkenstein)
- 2003–2012: Geisterjäger John Sinclair (Hörspielserie von Lübbe-Audio) (als Myxin)
- 2003: Spongebob Schwammkopf  (Hörspiel zur TV-Serie)
- 2004: Die Rückkehr der Jedi-Ritter, Episode VI. Das Hörspiel zum Kinofilm. Universal, ISBN 3-89945-779-X.
- 2004: (Audible: 2014[2]): Geisterjäger John Sinclair: Die Drachensaat, Lübbe Audio
- 2008: Lady Bedfort: Lady Bedfort und der Plan des Bösen als Christopher Fletcher